# الضبر (حبيش)

تعديل مصدري - تعديل

الضبر هي إحدى قرى عزلة بني الضاحتين بمديرية حبيش التابعة لمحافظة إب، بلغ تعداد سكانها 418 نسمة حسب تعداد اليمن لعام 2004.